# Кокора (деревообробка)
Коко́ра (можливо від прасл. *korę — «корінь», шляхом подвоєння початкового складу) — нижня частина стовбура хвойного дерева разом із перпендикулярним до нього великим коренем. Використовується для будівництва дерев'яних суден, а також для покрівельної обрешітки деяких рублених хат.
У дерев'яному суднобудуванні кокори використовувалися замість книць при з'єднанні елементів суднового набору. Штевні утворювали кокори з трьома відростками: середня кріпилася до кіля, крайні — до шпангоутів. Самі шпангоути виготовляли з кокор з одним відростком.
На російських рублених хатах за допомогою кокор влаштовували дах «на курицях»: до поздовжніх лат (рос. слег, решетин) кріпили поперечні стовбури дерев з кокорами унизу — куриці; на кокори укладали поздовжні бруси — потоки. Дошки-тесини нижніми кінцями входили у пази потоків, верхніми — у пази гребеневої лати.